# Muhsin Hendricks
Muhsin Hendricks, južnoafriški imam, islamski učenjak in aktivist za pravice LGBT, * junij 1967, † 15. februar 2025
Bil je vključen v različne skupine za zagovorništvo pravic LGBT muslimanov in se zavzemal za večje sprejemanje LGBT oseb znotraj islama. Velja za prvega odprto homoseksualnega imama na svetu, potem ko je leta 1996 javno priznal, da je gej. Hendricks je bil februarja 2025 v Bethelsdorp v Južni Afriki žrtev zločina iz sovraštva in je umrl zaradi strelnih ran v atentatu.